# Metareva paulina
Metareva paulina är en fjärilsart som beskrevs av Paul Dognin. Metareva paulina ingår i släktet Metareva och familjen björnspinnare. Inga underarter finns listade i Catalogue of Life.